# Кастильско-баскская аристократия
В Чили термин кастильско-баскская аристократия относится к социальной группе, которая сформировала чилийскую элиту с XIX века, после обретения независимости.

## История

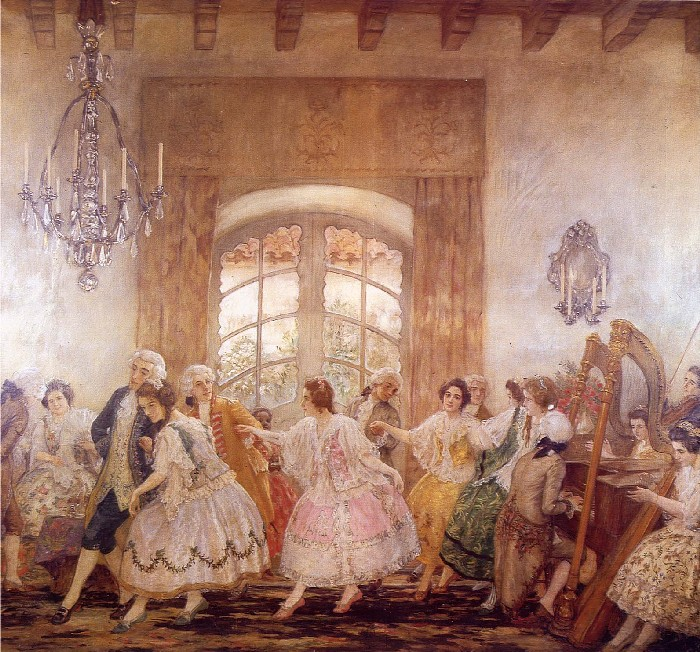
"Танец старого Сантьяго", картина Педро Суберкасо

Этот термин, придуманный историком Франсиско Антонио Энсина, намекал на союз между доминирующей группой местной социальной системы, кастильского происхождения, с некоторыми иммигрантами из Страны Басков, которым удалось сколотить в Чили значительные состояния.
Так называемая кастильская аристократия была образована потомками завоевателей Чили и регулярно приезжавшими на поселение в страну испанцами, которым испанская корона доверила осуществление власти в своих заморских провинциях. В XVIII веке эта группа консолидировалась как земельная и торговая аристократия.
В XVIII веке большая часть испанцев, приехавших в Чили для работы в колониальной администрации или в торговле, были басками. Благодаря своему суровому характеру и коммерческим связям с полуостровом многие из этих иммигрантов накопили значительные состояния, начав устанавливать брачные связи между собой и местной элитой, владельцами больших участков земли и обладателями социального престижа.
Эта группа быстро утвердилась как доминирующая во второй половине XVIII века, сохраняя свои позиции на протяжении всего XIX века и первой половины XX века. В качестве способа укрепления своей власти в этой группе была распространена покупка дворянских титулов или рыцарских орденов, а также учреждение майоратов, что позволяло им сохранять большие владения без необходимости их раздела.
Главный центр расселения этой группы совпал с границами генерал-капитанства Чили, то есть в части северной, центральной и южной зоны страны, от Ла-Серены через Сантьяго до Консепсьона. Помимо открытой поддержки освободительного движения в начале XIX века, влияние кастильско-баскской аристократии было таково, что можно сказать, что основа чилийских институтов в XIX и XX веках была во многом обусловлена ее прямым влиянием.
Несмотря на отмену дворянских титулов в 1817 году и майората в 1852 году, положение этих семей в чилийской социальной системе не изменилось вплоть до XX века. Фактически, даже сегодня некоторые из этих семей продолжают носить свои дворянские титулы, имеют большое состояние и значительное политическое влияние в сегодняшнем Чили.